# Ungheria nella seconda guerra mondiale

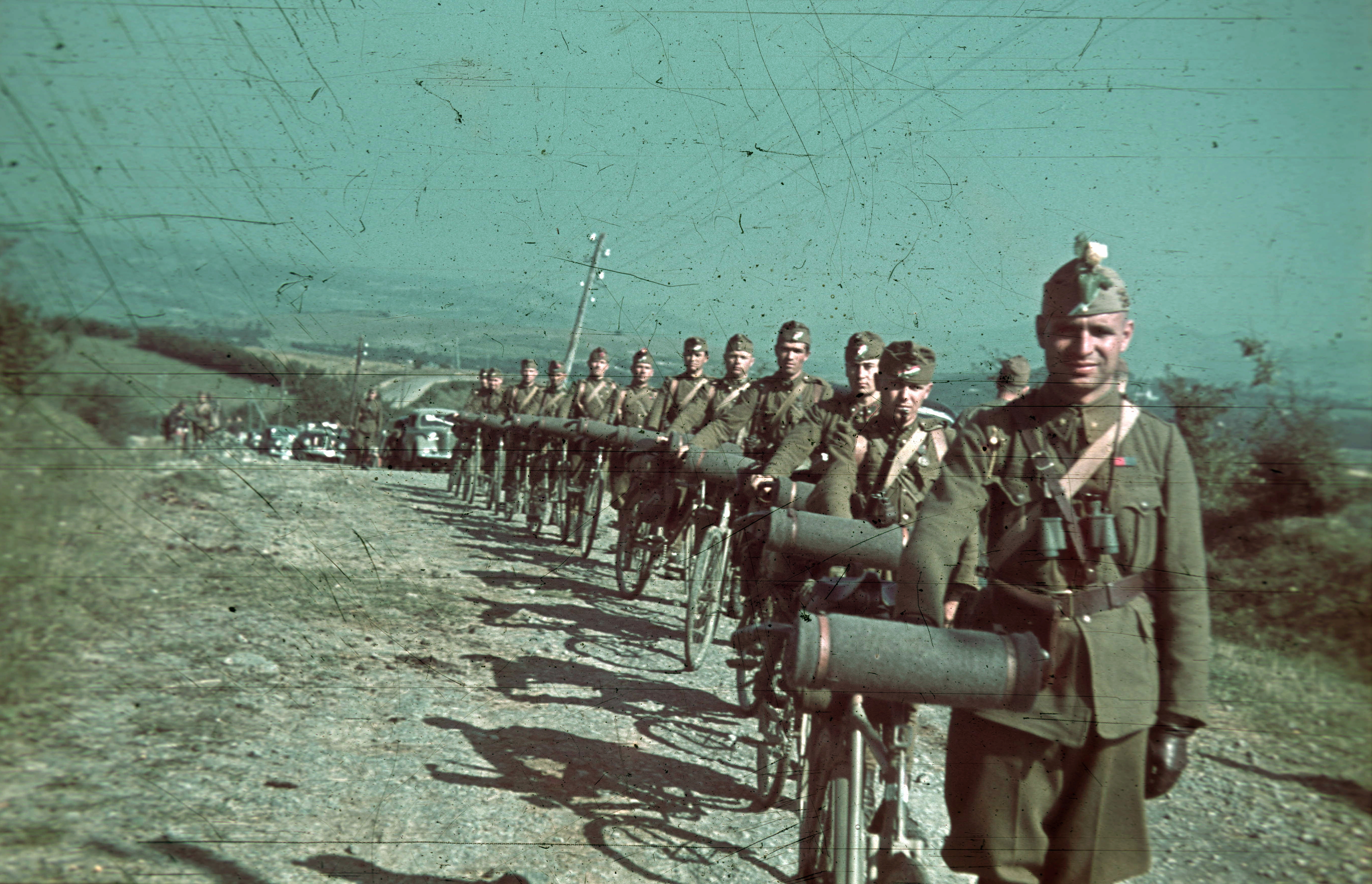
Soldati ungheresi durante l'occupazione della Transilvania settentrionale, settembre 1940.

Nel corso della seconda guerra mondiale, l'Ungheria partecipò per gran parte del tempo al fianco delle potenze dell'Asse, alle quali si avvicinò durante gli anni Trenta. Con la speranza di uscire dalla grave crisi causata dalla Grande depressione, il regno d'Ungheria si era consapevolmente affidato alla strategia di intensificare gli scambi commerciali con l'Italia fascista e la Germania nazista, una scelta questa che favorì in maniera sensibile l'ascesa di varie formazioni politiche di destra. In campo estero, invece, nel periodo interbellico l'Ungheria si concentrò sulla necessità di recuperare i territori perduti durante la prima guerra mondiale, obiettivo parzialmente riuscito con la complicità della Germania. Le varie controversie con la Cecoslovacchia, la Slovacchia e la Romania portarono infatti ad accordi negoziali favorevoli a Budapest.
Nel 1940, sotto la pressione di Berlino, l'Ungheria aderì all'Asse, malgrado avesse invano sperato di evitare il coinvolgimento diretto nel conflitto globale. Nel 1941 le forze magiare parteciparono all'invasione della Jugoslavia e all'invasione dell'URSS. Mentre combatteva l'Unione Sovietica, l'Ungheria tenne dei negoziati segreti di pace con gli Stati Uniti e il Regno Unito. Adolf Hitler scoprì tale tradimento e, nel 1944, le forze tedesche occuparono l'Ungheria nell'ambito dell'operazione Margarethe per impedire una defezione simile a quella italiana determinata dall'armistizio di Cassibile. 
Quando l'Armata Rossa si avvicinò al territorio ungherese, il reggente Miklós Horthy firmò un armistizio con l'Unione Sovietica. I nazisti reagirono e il figlio di Horthy fu rapito da un commando tedesco, mentre le truppe di Hitler occupavano la capitale, nella quale non erano presenti truppe necessarie per allestire un'adeguata resistenza. Horthy fu costretto a revocare l'armistizio e, subito dopo, venne destituito dal potere e internato in Germania. Nel 1945 le forze ungheresi e tedesche in Ungheria subirono la sconfitta ad opera dei sovietici.
Circa 300.000 soldati ungheresi e 80.000 civili furono uccisi durante la seconda guerra mondiale e molte città patirono seri danni, in particolare la capitale, Budapest. Durante i primi anni del conflitto, la maggior parte degli ebrei in Ungheria non fu perseguitata, sebbene avessero subito crescenti discriminazioni legali. Tuttavia, dall'inizio dell'occupazione tedesca nel marzo 1944, ebrei e zingari furono deportati in massa, molti dei quali sterminati nei campi di concentramento. Dopo la sconfitta, i confini dell'Ungheria tornarono a quelli risalenti al 1938.

## Antefatti

### Deriva verso destra dell'Ungheria

La spartizione dell'Ungheria determinata dal trattato del Trianon. Questa divisione politica dominò la politica estera magiara nel periodo interbellico

Il deterioramento della qualità della vita in Ungheria a seguito della Grande depressione e l'ambiente politico del Paese (dominato da un'alleanza di bassa nobiltà e alta borghesia, con diritti di voto molto ristretti, un partito comunista vietato e quelli di centro-sinistra neutralizzati -socialdemocratici e liberali-) portarono a una deriva verso l'estrema destra, l'unica ritenuta in grado di sovvertire la situazione della nazione. Nel 1932 il reggente Miklós Horthy nominò primo ministro Gyula Gömbös, uno dei principali esponenti del Magyar Országos Véderő Egylet (Associazione per la difesa nazionale ungherese) o MOVE, organizzazione di estrema destra, e uno dei responsabili del Terrore bianco della controrivoluzione del 1919-1921. Gömbös guidò la politica internazionale ungherese verso una più stretta cooperazione con la Germania e l'Italia e intraprese una politica di magiarizzazione delle minoranze etniche in Ungheria, che all'epoca costituivano tra il 5 e il 7% della popolazione. Il primo ministro firmò altresì un accordo commerciale con la Germania che rimise in moto l'economia ungherese e le consentì di superare la crisi del 1929, rendendola però succube dall'economia tedesca sia per la fornitura di materie prime sia perché Berlino divenne il primo mercato di esportazione.
Gömbös promosse varie riforme sociali, tra cui il sistema monopartitico, la richiesta di revisione del trattato del Trianon (come ogni esecutivo ungherese nel periodo tra le due guerre) e l'uscita dell'Ungheria dalla Società delle Nazioni; tuttavia, i suoi sforzi volti ad attuare le sue proposte furono vanificati da un parlamento composto principalmente da simpatizzanti del precedente primo ministro reazionario István Bethlen e dai creditori dello Stato ungherese, che costrinsero Gömbös a ricorrere a una politica austera nell'affrontare la crisi economica e finanziaria. I risultati delle elezioni del 1935, tuttavia, arrisero al suo partito, che riuscì a rafforzare la sua posizione nel parlamento ungherese. Egli assunse il controllo dei ministeri delle finanze, dell'industria e della difesa e rimpiazzò diversi ufficiali militari chiave con suoi sostenitori. Nell'ottobre del 1936 morì per problemi renali senza aver raggiunto i suoi obiettivi, venendo sostituito dal più moderato e conservatore Kálmán Darányi. L'Ungheria sfruttò le sue relazioni con la Germania per cercare di rivedere il trattato del Trianon. Nel 1938 l'Ungheria ripudiò apertamente le restrizioni imposte dal trattato alle sue forze armate e Adolf Hitler si impegnò a restituire i territori perduti; minacciando l'intervento militare e ricordando la serietà della gravità economica, il Führer cercò di indurre il governo magiaro a sostenere le politiche e gli obiettivi della Germania.

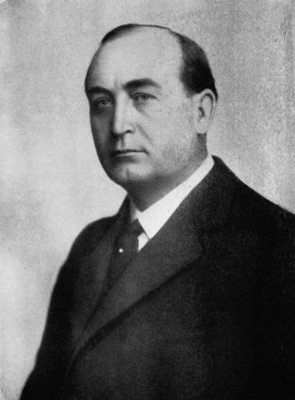
Gyula Gömbös, primo ministro ungherese che avviò un più stretto riavvicinamento con la Germania nazista e l'Italia fascista, ammirandone il modello di governo e desiderando raggiungere gli obiettivi territoriali magiari

Nel 1935 fu fondato il Partito delle Croci Frecciate di orientamento fascista, guidato da Ferenc Szálasi. Kálmán Darányi, il successore di Gömbös, tentò di compiacere i nazisti e gli antisemiti ungheresi approvando la prima legge ebraica, che imponeva quote del 20% all'occupazione ebraica di alcune professioni. La legge non soddisfaceva né i nazisti né i radicali ungheresi e quando Darányi si dimise, nel maggio 1938, Béla Imrédy fu nominato primo ministro. I tentativi di Imrédy di migliorare le relazioni diplomatiche dell'Ungheria con il Regno Unito lo resero molto impopolare in Germania e in Italia. Quando ebbe luogo l'annessione dell'Austria da parte di Berlino nel marzo 1938, Imrédy accettò l'evento passivamente, ma nell'autunno del 1938 decise di indirizzare la sua politica estera maggiormente verso il Reich e l'Italia.
Alla fine di agosto, Hitler incontrò i membri del gabinetto ungherese per proporre la ripresa della Slovacchia in cambio dell'attacco dell'Ungheria alla Cecoslovacchia, con l'immediato sostegno teutonico. La delegazione magiara, nonostante la tentazione, decise di declinare la proposta e di firmare l'accordo di Bled con la Piccola Intesa, che doveva consentire il riarmo ungherese in cambio della rinuncia all'uso della forza, temendo che il conflitto potesse sfociare in una guerra mondiale che si voleva evitare; tale rifiuto fece infuriare Hitler. Nonostante l'esecutivo ungherese avesse ripreso i negoziati con il cancelliere tedesco alla fine di settembre, quando divenne chiara la volontà britannica di accettare passivamente gli sviluppi della vicenda, la crisi cecoslovacca si concluse con una proposta di negoziati bilaterali tra magiari e cecoslovacchi.
Determinato a conquistare uno spazio politico nelle file della destra ungherese, Imrédy iniziò a prevaricare i suoi rivali, tanto che il sempre più influente Partito delle Croci Frecciate fu perseguitato e infine bandito dall'amministrazione Imrédy. Mentre quest'ultimo virava ulteriormente a destra, propose che il governo venisse riorganizzato secondo linee totalitarie e promulgò una seconda legge più rigida verso la minoranza ebraica. Gli oppositori politici di Imrédy, tuttavia, lo costrinsero a dimettersi nel febbraio 1939, presentando documenti che dimostravano che suo nonno era semita. A Imrédy successe alla presidenza del gabinetto il conte Pál Teleki, un aristocratico conservatore antisemita favorevole alla Gran Bretagna, che tentò invano di limitare il riavvicinamento del Paese con la Germania.
Alle elezioni del giugno 1939 l'opinione pubblica ungherese si era spostata così tanto a destra che il Partito delle Croci Frecciate ottenne un numero molto alto di preferenze.

### Acquisizioni precedenti al 1940
Primo arbitrato di Vienna (1938)
     Rutenia (marzo 1939)
     Ceduto dalla Slovacchia (aprile 1939)
     Secondo arbitrato di Vienna (1940)
     Conquistato alla Jugoslavia (1941)

Mappa dell'espansione territoriale ungherese tra il 1938 e il 1941:
Primo arbitrato di Vienna (1938)
Rutenia (marzo 1939)
Ceduto dalla Slovacchia (aprile 1939)
Secondo arbitrato di Vienna (1940)
Conquistato alla Jugoslavia (1941)

La Germania nazista e l'Italia fascista tentarono di concedere pacificamente le rivendicazioni ungheresi sui territori che il Paese aveva perso nel 1920 con la firma del trattato del Trianon. Verso la fine del periodo interbellico, ebbero luogo i due importanti arbitrati di Vienna, in occasione dei quali i confini dell'Ungheria subirono molte delle modifiche che desiderava Budapest.
Nell'ottobre 1938, la Conferenza di Monaco provocò lo scioglimento della prima Repubblica Cecoslovacca e la creazione della Repubblica Ceca-Slovacca (nota anche come "Seconda Repubblica Cecoslovacca"); in quell'ambito fu concessa l'autonomia a Slovacchia e Rutenia. Il 5 ottobre, circa 500 membri di un'organizzazione paramilitare ungherese, la Rongyos Gárda, si infiltrarono in Slovacchia e Rutenia come gruppi di guerriglia. Il 9 ottobre, il regno d'Ungheria avviò dei colloqui con lo Stato cecoslovacco sulle regioni magiare più popolate della Slovacchia meridionale e della Rutenia. L'11 ottobre, i paramilitari ungheresi furono sconfitti dalle truppe cecoslovacche a Berehovo e Borzsava in Rutenia. Gli ungheresi riportarono circa 350 vittime e, dal 29 ottobre, i colloqui si inabissarono in una fase di stallo che si rivelò definitiva.

#### Primo arbitrato di Vienna
Il 2 novembre 1938, il primo arbitrato di Vienna trasferì all'Ungheria parti della Slovacchia meridionale e della Rutenia, nello specifico un'area vasta 11.927 km² popolata da 1.050.000 persone, perlopiù magiari. Il disegno delle nuove frontiere, occupate tra il 5 e il 10 novembre dalle forze armate ungheresi senza trambusti, ricalcava principalmente i confini linguistici. Hitler propose in seguito al governo ungherese la cessione dell'intera Slovacchia in cambio di un'alleanza militare, ma Budapest rifiutò e respinse la richiesta al mittente. Horthy decise di preservare la scelta di una revisione territoriale che avvenisse secondo criteri etnici. A novembre, tuttavia, la Germania pose il veto all'auspicata annessione della Rutenia.

#### Recupero della Rutenia
Nel marzo 1939 la Repubblica Cecoslovacca cessò di esistere a causa dell'occupazione tedesca della Boemia e della Moravia, confluite in un neonato protettorato che però violava le disposizioni sancite dalla Conferenza di Monaco. Allo stesso tempo, il 14 marzo, la Slovacchia si proclamò indipendente, incoraggiata dalla Germania. Nelle prime ore del mattino del 14, anche la Rutenia dichiarò la sua autonomia e chiese la protezione di Berlino, ma l'Ungheria ritenne priva di validità la dichiarazione d'indipendenza e si insediò militarmente sul territorio tra il 14 e il 17 marzo, smantellando il governo di breve durata istituito da Avgustin Vološin; dal canto suo, superati i dubbi nutriti in un primo momento, Hitler prestò il consenso all'occupazione. Per giustificare l'invasione iniziata la mattina del 15, il 14 le autorità magiare avevano inscenato vari incidenti di frontiera. Nelle stesse ore, l'Ungheria riconobbe a livello internazionale lo Stato fantoccio tedesco e la Slovacchia guidata dal fascista clericale Jozef Tiso. Con l'annessione della Rutenia, l'Ungheria ottenne altri 12.061 km², sebbene solo circa 40.000 dei 600.000 abitanti della regione fossero magiari (rispetto ai 480.000 ruteni).
Il 23 marzo, tuttavia, i disaccordi tra Ungheria e Slovacchia sulla delimitazione del nuovo confine comune in Rutenia scatenarono un conflitto su scala ridotta tra i due Paesi, la guerra ungaro-slovacca, nota anche come "piccola guerra", che si concluse con la cessione all'Ungheria di esigui territori nella zona confinante con la Rutenia.

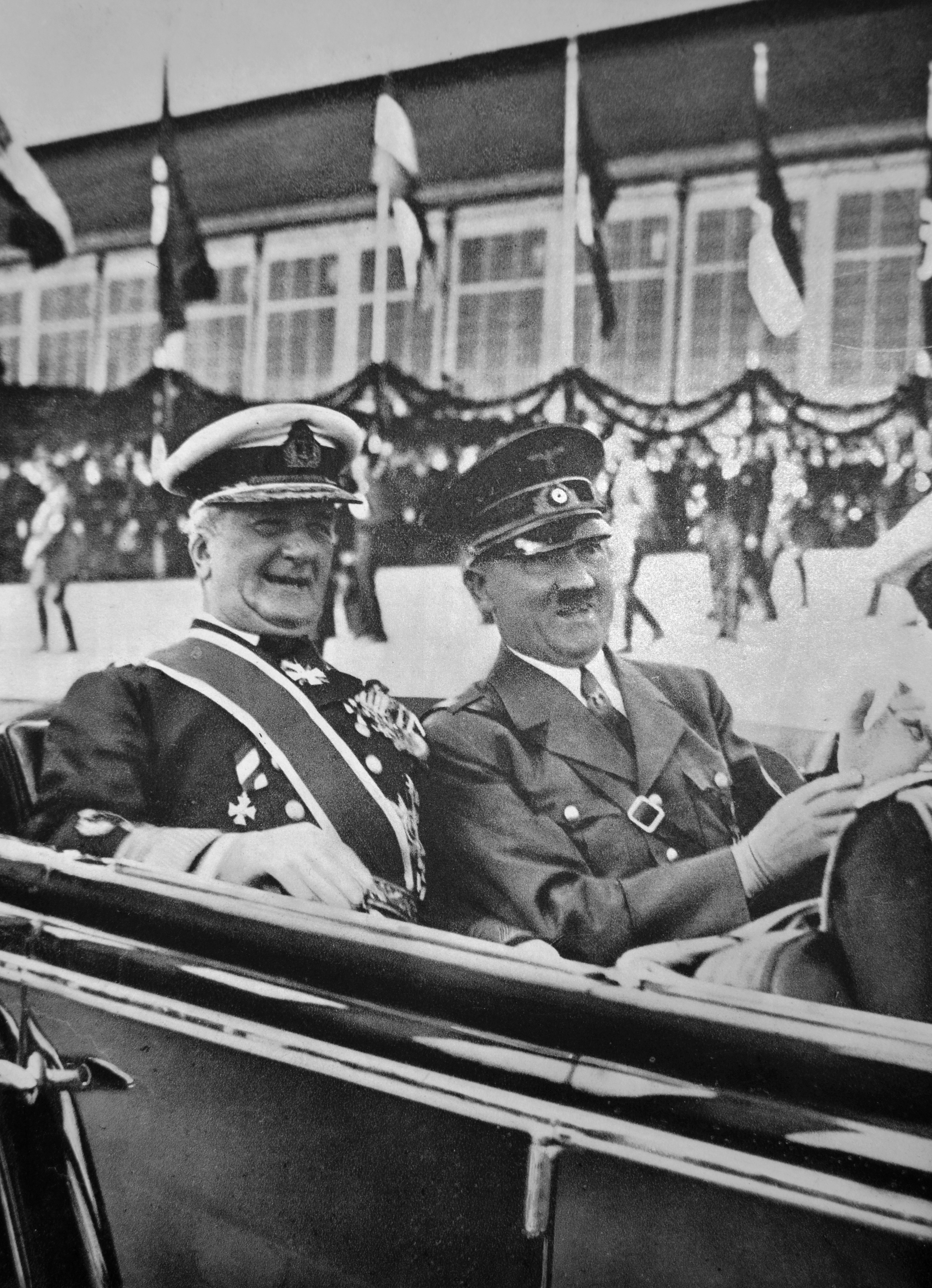
Il Reggente d'Ungheria Miklós Horthy assieme al Fuhrer in Germania, nel 1938.

#### Secondo arbitrato di Vienna

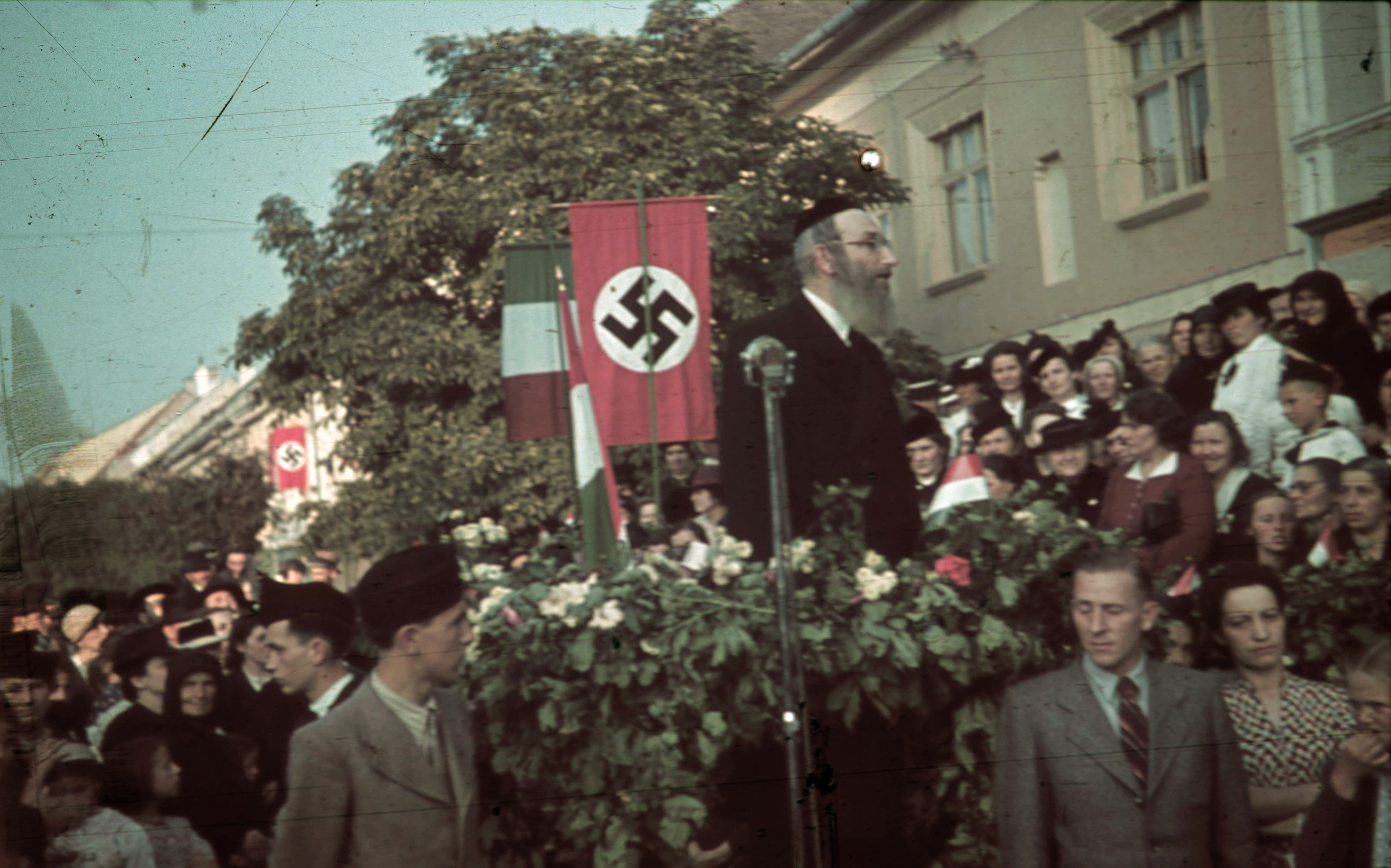
Settembre 1940: parte della Transilvania viene annessa dall'Ungheria.

Alla fine di agosto 1940, con le truppe ammassate su entrambi i lati del confine ungherese-rumeno e il fallimento dei colloqui bilaterali tra i due paesi, Hitler evitò il rischio di una guerra tra i suoi due alleati convocando il secondo arbitrato di Vienna. In quest'occasione, Italia e Germania decisero di restituire all'Ungheria la metà settentrionale della Transilvania, con una superficie totale di 43.104 km² e una popolazione di 2.577.291 abitanti. Secondo il censimento rumeno del 1930, la maggioranza della popolazione in questa zona era rumena, mentre il censimento ungherese del 1941 riportava come maggioranza etnica quella magiara. Dividendo la Transilvania tra Romania e Ungheria, Hitler riuscì ad allentare le tensioni in Ungheria, che non accettava di mantenere la Transilvania in mano rumena una volta che la Romania aveva ceduto territorio all'Unione Sovietica a giugno. L'arbitrato non pose però fine al problema delle minoranze nella regione divisa, considerando che circa 500.000 magiari rimasero sul lato rumeno del confine e un milione di rumeni passò in terra ungherese.
Da quel momento in poi il Führer sfruttò abilmente i desideri dei due governi di impadronirsi del resto della regione non in loro potere e di conservare quella che controllavano per ottenere concessioni da entrambi. Sia il governo ungherese che quello rumeno temevano che, se avessero negato le rivendicazioni tedesche, Hitler avrebbe deciso di concedere la sovranità del territorio all'avversario; entrambi i governi desideravano mantenere i territori che detenevano e ottenere quelli del rivale attraverso l'appoggio tedesco. Questo rapporto di sudditanza, unito alle concessioni avvenute nei mesi precedenti, finì per legare in maniera ancor maggiore il destino dell'Ungheria al Reich.
In Romania, la perdita di una fetta della Transilvania si aggiunse alla cessione del sud della Dobrugia e all'accettazione dell'ultimatum sovietico di giugno che aveva causato la perdita della Bessarabia e del nord della Bucovina. Tale evento costrinse il re Carlo II all'esilio; al suo posto vide la luce un nuovo governo di coalizione guidato dal generale Ion Antonescu e dalla Guardia di Ferro di ispirazione fascista.

### Suddivisioni amministrative prebelliche

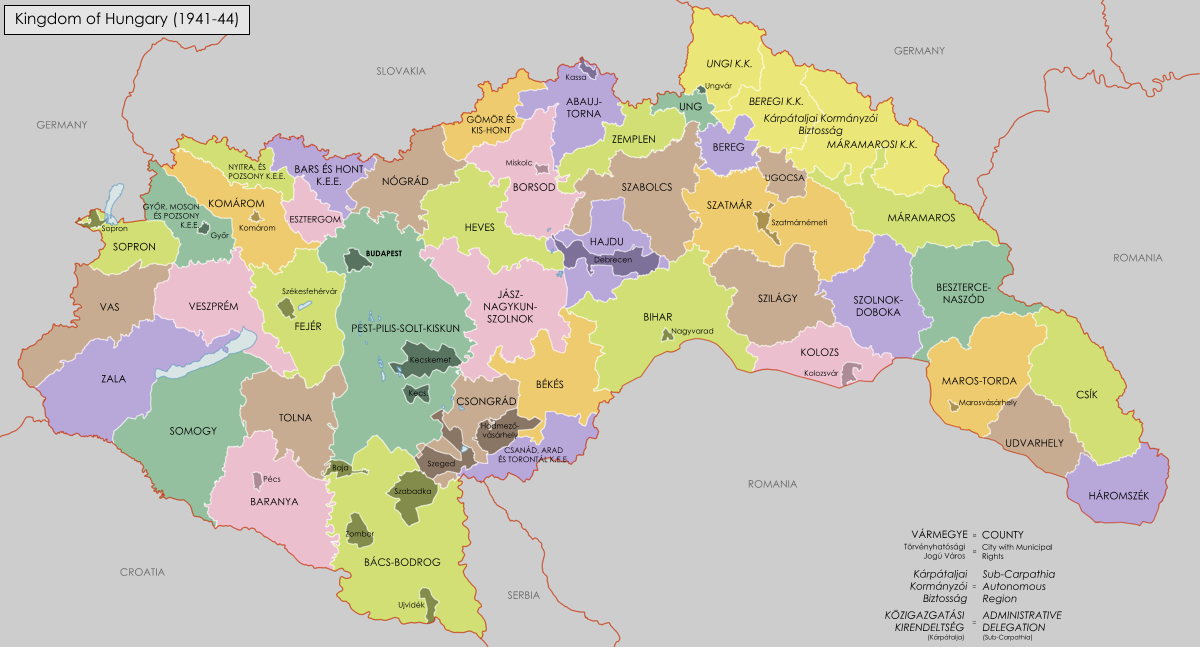
Suddivisioni amministrative del regno d'Ungheria tra il 1941 e il 1944

Dopo i due arbitrati di Vienna, un certo numero di comuni che erano stati persi in tutto o in parte con il trattato del Trianon furono restituiti alla sovranità ungherese. Di conseguenza, alcune "contee unite" dopo il trattato (chiamate in ungherese közigazgatásilag egyelőre egyesített vármegye) furono nuovamente separate e riportate ai confini precedenti al 1920.
La regione della Rutenia beneficiò di uno status speciale di autonomia, considerata l'intenzione di costituire in futuro un'amministrazione guidata dalla minoranza rutena.

## Seconda guerra mondiale
Il 20 novembre 1940, il primo ministro ungherese Pál Teleki siglò il Patto tripartito, restituendo il favore per gli ingrandimenti territoriali assegnatigli dal secondo arbitrato di Vienna. Budapest permise inoltre il transito di unità militari tedesche in Romania.
A dicembre, nel tentativo di smarcarsi dal completo assoggettamento alla politica tedesca, Teleki firmò il trattato di eterna amicizia con il regno di Jugoslavia, l'unico Stato confinante che aveva mantenuto rapporti diplomatici con la Gran Bretagna. La Jugoslavia era governata dal reggente principe Paolo Karađorđević, anch'egli sotto la pressione nazista, ma che, a differenza dell'Ungheria, cercava di mantenere la sua neutralità e di non tagliare ogni legame con la Gran Bretagna, specie una volta che la sua tradizionale politica di vicinanza alla Francia era venuta meno a seguito della caduta di Parigi. Il 25 marzo 1941 il principe Paolo firmò il patto tripartito a Vienna a nome della Jugoslavia, su imposizione dei tedeschi. Due giorni dopo venne deposto a seguito di un colpo di Stato avvenuto a Belgrado; subito dopo, fu proclamata la maggiore età di Pietro II, di simpatie filo-britanniche, che sembrò per un breve momento compromettere per i nazisti la fattibilità dell'operazione Barbarossa, ovvero il piano di invasione dell'URSS. Tuttavia, Pietro II dovette dichiararsi pronto a mantenere gli impegni jugoslavi, compreso il nuovo trattato firmato dal governo precedente.
Hitler, furioso per il ritardo del progetto e determinato a non accettare le assicurazioni del nuovo governo jugoslavo, chiese agli ungheresi di sostenere la sua invasione della Jugoslavia, da lui immediatamente ordinata. In cambio dell'appoggio militare, il Führer prometteva di restituire alcuni territori all'Ungheria. Miklós Horthy, in rappresentanza dell'alto comando militare e i membri di questo, si dimostrò propenso ad accettare l'invito, malgrado di parere opposto fossero il primo ministro e il ministro degli Esteri, i quali temevano le conseguenze in ambito diplomatico (la reazione britannica) e militare (un possibile intervento sovietico o rumeno). Nonostante questa divisione interna, l'alto comando ungherese iniziò immediatamente a collaborare con i militari tedeschi, dando per scontata la partecipazione del paese all'imminente invasione. Alla fine Horthy espose pubblicamente la propria posizione e impose il coinvolgimento magiaro nella campagna.
Il 3 aprile 1941, incapace di impedire la partecipazione dell'Ungheria alla guerra dalla parte dell'Asse di fronte alla posizione del reggente Horthy e del suo stesso governo, Teleki si suicidò come gesto di protesta. Il ministro degli Esteri László Bárdossy gli succedette in qualità di capo di gabinetto e il nuovo esecutivo non accantonò i piani di aggressione contro la Jugoslavia, sia pur in forma circoscritta. Dal canto suo, Londra aveva avvertito il governo magiaro che non avrebbe ignorato la partecipazione di Budapest all'attacco agli jugoslavi e che, se questa avesse avuto luogo, avrebbe mosso guerra a Budapest.

### L'invasione della Jugoslavia
Giorni dopo la morte di Teleki, la Luftwaffe bombardò Belgrado senza preavviso. L'esercito tedesco invase la Jugoslavia il 6 e surclassò rapidamente la debole resistenza armata locale. Il 7 aprile, giorno in cui le forze tedesche attraversarono il confine tra Ungheria e Jugoslavia, la Gran Bretagna ruppe le relazioni diplomatiche con Budapest. Gli aerei britannici parteciparono ad attacchi contro il territorio ungherese, partendo da basi situate in territorio jugoslavo.
Il 10 il console di Zagabria comunicò telefonicamente la proclamazione da parte degli ustascia dell'indipendenza croata. Horthy inviò dunque la III Armata ungherese a occupare parte della Voivodina, regione perduta in base al Trattato del Trianon, e annesse la Baranya, la Bačka, il Međimurje e l'Oltremura l'11 aprile. Per giustificare la violazione del trattato di amicizia eterna firmato tra i due paesi pochi mesi prima, il governo ungherese attese la proclamazione dell'indipendenza croata per inviare le proprie unità; la creazione del nuovo stato croato significò, secondo Budapest, la dissoluzione della Jugoslavia, ponendo fine agli obblighi imposti dal trattato.
Ribattezzata in ungherese Délvidék ("provincia meridionale"), la regione conquistata comprendeva la Bačka, il triangolo tra Baranya, Prekmurje (in ungherese Muravidék) e le aree comprese tra i fiumi Danubio, Drava e Tibisco. Inoltre comprendeva il Međimurje (Muraköz), territorio delimitato dai fiumi Drava, Mura e dal confine austriaco. Occupati senza incontrare quasi resistenza tra l'11 e il 14 aprile, gli ulteriori territori assoggettati tornarono in mano ungherese ai sensi di un accordo stipulato tra Horthy e Hitler il 27 aprile, con la formale annessione che ebbe luogo il 15 dicembre e il passaggio all'amministrazione civile il 29 luglio.
La partecipazione all'invasione, sebbene in veste minore, rese l'Ungheria un indiscutibile alleato della Germania, insieme a Romania, Bulgaria, Finlandia, Italia, Slovacchia e Croazia, con queste ultime due nate sotto l'influenza delle potenze fasciste. La sua situazione era simile a quella di Bucarest, in quanto importante fornitore di materie prime per l'industria bellica tedesca; durante la guerra la produzione di petrolio aumentò da zero a circa 840.000 tonnellate all'anno, rendendo il Paese il secondo mercato a cui più attingeva il Reich, dopo la Romania, e l'unica dopo che Bucarest cambiò schieramento nell'agosto 1944.

### Sistema dei lavori forzati
Il meccanismo fu introdotto in Ungheria nel 1939 e riguardò principalmente la popolazione ebraica, benché fossero state incluse anche molte minoranze, membri di sette religiose, esponenti di sinistra e zingari. Una delle leggi antisemite approvate nel 1942 escludeva la popolazione ebraica dall'esercito e assegnava le sue reclute a battaglioni di lavoro. Alla fine del 1941, queste unità contavano 14.413 ebrei e 6.319 membri di altre categorie. Le condizioni in questi battaglioni, generalmente sotto comandanti nazionalsocialisti, erano dure e iniziarono a cambiare solo nel novembre 1942 con la nomina di un nuovo ministro della Difesa.
Le sconfitte del gennaio 1943, tuttavia, si rivelarono catastrofiche per questi battaglioni: ufficialmente subirono 23.308 perdite, ma si stima che possano essere stati 43.000 su un totale di 50.000 morti, dispersi (almeno 20.000) e catturati dal nemico. Un nuovo cambio alla guida del ministero della Difesa peggiorò la situazione di chi prestava servizio nei battaglioni, rapidamente rinforzati con nuove reclute dopo le perdite di gennaio.
Circa la metà dei 6.000 lavoratori ebrei forzati che lavoravano nelle miniere di rame di Bor, in Jugoslavia, furono assassinati durante il ritiro tedesco dalla regione (si pensi agli eccidi di Cservenka e Abda).

### La guerra in Oriente

#### Combattimenti fino a Stalingrado

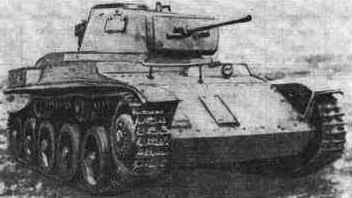
Modello di carro armato ungherese 38M Toldi I utilizzato durante l'invasione dell'Unione Sovietica nel 1941

L'Ungheria inizialmente non prese parte all'invasione dell'Unione Sovietica nell'ambito dell'Operazione Barbarossa. La manovra iniziò il 22 giugno 1941, ma Hitler non aveva chiesto direttamente l'aiuto degli ungheresi, data la loro precedente riluttanza e consapevole della loro tardiva invasione della Jugoslavia; per aiutare i tedeschi, l'Ungheria aveva infatti atteso la dichiarazione di indipendenza croata e il momento in cui la resistenza delle armate jugoslave appariva molto debole. Tuttavia, vari funzionari magiari sostenevano la necessità della partecipazione alla guerra perché Hitler non favorisse la Romania in caso di possibili revisioni dei confini in Transilvania. Il 26 giugno il governo ricevette la notizia che l'aviazione sovietica aveva bombardato Košice (Kassa). Gli aggressori non furono chiaramente identificati, ragion per cui si può ipotizzare che si trattasse in realtà di aerei tedeschi camuffati da mezzi sovietici per costringere l'Ungheria a dichiarare guerra all'Unione Sovietica, come credeva lo stesso primo ministro László Bárdossy. Il giorno successivo, 27 giugno 1941, l'Ungheria dichiarò ufficialmente guerra ai sovietici.
I tedeschi chiesero lo spiegamento di ventitré divisioni ungheresi per il fronte orientale, mentre il governo ne promise quindici e, alla fine, ne inviò solo dieci parteciparono. Il risicato numero di soldati da poter schierare, il poco tempo a disposizione per addestrare un alto numero di uomini in maniera sufficiente e il basso totale di equipaggiamenti bellici disponibili limitò la partecipazione dell'Ungheria all'Operazione Barbarossa nel 1941. Il 1º luglio 1941 il "Gruppo dei Carpazi" ungherese (Gyorshadtest) attaccò la 12ª armata sovietica su ordine tedesco e, una volta integrato nella 17ª Armata tedesca, il contingente avanzò fino all'odierna Russia meridionale. Nella battaglia di Uman', combattuta tra il 3 e l'8 agosto, il corpo d'armata meccanizzato del "Gruppo dei Carpazi" partecipò alla manovra di accerchiamento della 6ª e della 12ª armata sovietica. Venti divisioni sovietiche furono catturate o distrutte nel corso di questi scontri.
Nel luglio 1941, il governo ungherese cedette alle forze armate tedesche la giurisdizione su 18.000 ebrei della Rutenia ungherese. Questi semiti, privi della cittadinanza magiara, furono spediti in un luogo vicino a Kam"janec'-Podil's'kyj e poi uccisi dalle Einsatzgruppen nell'ambito di uno dei primi eccidi di massa commessi ai danni degli ebrei durante la seconda guerra mondiale, ad eccezione di 2.000 persone. Successivamente, Bárdossy approvò una terza legge antisemita nell'agosto 1941 che vietava il matrimonio e i rapporti sessuali tra cristiani ungheresi ed ebrei, interrompendo però al contempo le deportazioni. Nonostante la crescente discriminazione, accresciuta tramite delle leggi dai successivi governi magiari, l'Ungheria continuò a rappresentare una sorta di rifugio nella sfera d'influenza dell'Europa hitleriana. Nel gennaio 1942, sei mesi dopo l'omicidio di massa di Kam"janec'-Podil's'kyj, i soldati ungheresi trucidarono 3.000 civili serbi ed ebrei vicino a Novi Sad, cioè nei territori recuperati della Jugoslavia, come rappresaglia per le attività della resistenza.
Preoccupato per la crescente dipendenza ungherese dalla Germania, l'ammiraglio Horthy licenziò Bárdossy e lo rimpiazzò con Miklós Kállay, un veterano conservatore di István Bethlen, nel marzo del 1942. Kállay continuò la politica di Bárdossy di sostegno alla Germania contro l'Armata Rossa, avviando contemporaneamente negoziati segreti con gli Alleati occidentali. La sua nomina, unita all'allontanamento di Bárdossy, fu mal accolta dalla Germania, che fino a quel momento si era accontentata dell'atteggiamento del primo ministro dimissionario. Entro la fine del 1941, Horthy aveva già sostituito il capo di stato maggiore altamente filo-tedesco, il generale Henrik Werth, con una figura più moderata. Entro la fine del 1941 la maggioranza delle truppe ungheresi era stata ritirata dal fronte e i nazisti, di fronte alle battute d'arresto dell'inverno, fecero pressioni sul governo magiaro affinché contribuisse con più uomini.
Anche se Horthy si rifiutò di decretare una mobilitazione generale, nel 1942 erano decine di migliaia gli ungheresi che stavano combattendo di nuovo sul fronte orientale. Nonostante non fornisse tutti gli aiuti che avrebbe potuto, l'Ungheria continuò comunque a cooperare militarmente ed economicamente con la Germania, di solito su pressione di quest'ultima.

#### Post-Stalingrado e conseguenze
Durante la fase finale della battaglia di Stalingrado, la 2ª armata ungherese subì delle perdite considerevoli, con 117.000 vittime e 70.000 prigionieri sulle 200.000 truppe schierate. Inoltre, tra il 70 e l'80% delle armi pesanti dell'unità andarono perdute. L'avanzata sovietica sul fiume Don sopravanzò le unità ungheresi che coprivano quella parte del fronte, a nord dell'8ª armata italiana, anch'essa travolta. Poco prima della caduta di Stalingrado, nel gennaio del 1943, i sovietici surclassarono la 2ª armata ungherese nel corso dell'offensiva Voronež-Kastornoe durante l'avanzata verso Charkiv, evento che mise in pericolo il fianco sinistro del gruppo d'armate del Don, incaricato di tentare di rompere l'accerchiamento della città.
Ignorando gli ordini tedeschi di mantenere la posizione a costo della vita, le intimorite e spaventate truppe magiare fuggirono in preda al panico. Le truppe ungheresi stavano vivendo una grave situazione di difficoltà, considerando che stavano presidiando un lungo fronte con poche forniture, un basso numero di uomini, in inferiorità numerica e senza una quantità sufficiente di armi; le forze sovietiche superavano quelle nemiche in un rapporto di 3 a 1 in termini di fanteria e di 10 a 1 in termini di artiglieria. Sotto il fuoco dei gruppi paramilitari e dei mezzi aerei sovietici, gli ungheresi dovettero sopportare il rigido inverno russo nel corso della ritirata e svariati soldati finirono prigionieri. In siffatto contesto, l'esercito ungherese cessò di rappresentare una forza combattente efficace e i nazisti, su richiesta di Budapest, riassegnarono i sopravvissuti assegnandogli il ruolo di retroguardia fino a quando il fronte non avrebbe raggiunto i Carpazi.
Le sconfitte a Stalingrado, e in particolare a Voronež, convinsero il governo magiaro che la vittoria dell'Asse stava diventando sempre meno probabile. Per questo motivo, si aprirono dei colloqui segreti con gli Alleati occidentali, mentre Kállay provava a evitare che avesse luogo l'occupazione tedesca del Paese. Dopo la firma dell'armistizio di Cassibile, che segnò la resa italiana nel settembre 1943, Adolf Hitler soppesò l'opportunità di occupare l'Ungheria per evitare un altro cambio di schieramento e, allo stesso tempo, sopprimere alcuni diritti di cui ancora godevano gli ebrei in quella nazione; quando questa prospettiva si fece più concreta, ogni tentativo di mediazione interstatale fallì.
Finché Kállay rimase primo ministro, gli ebrei subirono una crescente repressione in ambito economico e politico, anche se molti, soprattutto quelli di Budapest, furono temporaneamente protetti dalle attività dei nazisti nei territori occupati e con la collaborazione di altri Stati satelliti. Durante varie fasi della guerra, gli ebrei ungheresi vissero in una condizione di agitazione; pur essendo stati privati della maggior parte delle libertà, non furono tuttavia soggetti al rischio concreto di uno sterminio, ad eccezione dei deportati a Kam"janec'-Podil's'kyj e di quelli inviati ai battaglioni di lavoro. Il primo ministro si rifiutò ripetutamente di radicalizzare le misure contro i semiti, nonostante l'intensificazione delle pressioni diplomatiche tedesche a partire dall'ottobre 1942.

### Occupazione tedesca
I negoziati segreti con la Gran Bretagna e gli Stati Uniti da parte di Budapest continuarono, mentre invece non ci furono contatti con i sovietici. Consapevole dei negoziati segreti di Kállay e temendo che un suo altro alleato potesse concludere una pace separata, il 19 marzo Hitler lanciò l'Operazione Margarethe e ordinò alle truppe tedesche di occupare l'Ungheria. Non fu allestita alcuna resistenza armata da parte delle unità ungheresi e Kállay cercò rifugio nell'ambasciata turca; Horthy, che si trovava all'estero su invito tedesco, accettò di fatto l'occupazione e rimase reggente. Döme Sztójay, ambasciatore ungherese a Berlino e fervente sostenitore dei nazisti, divenne il nuovo primo ministro, dopo che Horthy rifiutò il ritorno di Béla Imrédy, il candidato preferito dei tedeschi. Sztójay governò con l'aiuto di un governatore militare nazista, Edmund Veesenmayer, il quale già in precedenza era giunto in Ungheria per valutare la possibilità di portare a termine un'occupazione. Horthy valutò l'ipotesi di dimettersi, ma Hitler minacciò di trasformare l'Ungheria in un protettorato tedesco, occupato da truppe croate, slovacche e rumene, se non si fosse piegato alle direttive di Berlino. La prospettiva di tali antichi nemici sul suolo ungherese appariva decisamente peggiore di quella dell'occupazione teutonica, ragion per cui il reggente cedette. Proprio per la mancata fiducia verso gli Stati confinanti, l'Ungheria manteneva ancora diverse divisioni attive alle frontiere con la Romania, mentre il grosso delle truppe di entrambe le nazioni combatteva e moriva insieme sul fronte orientale. Nella sostanza, l'Ungheria divenne un altro territorio occupato dalle forze armate tedesche, con uno status simile al Protettorato di Boemia e Moravia o alla Serbia. Sztójay si dimostrò disposto ad accettare qualsiasi richiesta avanzata da Berlino.

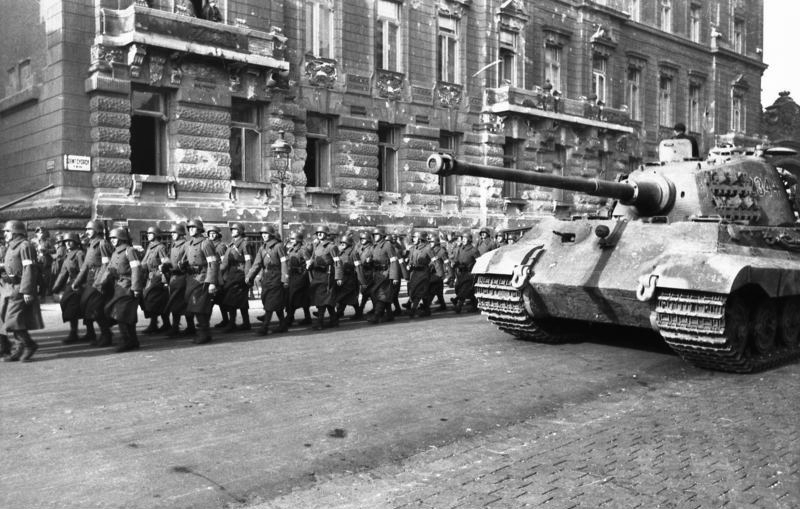
Un carro armato tedesco a Budapest nell'ottobre 1944, affiancato dai sostenitori del Partito delle Croci Frecciate

Una volta completata l'invasione, i nazisti dovettero abbandonare il loro piano iniziale di disarmare le unità ungheresi a causa della gravità della situazione militare sul fronte orientale. I sovietici avevano rotto le righe a Ternopil' e si stavano pericolosamente avvicinando ai Carpazi, ragion per cui era necessario disporre di quanti più uomini possibili. Fino all'estate, tre divisioni tedesche che avevano partecipato all'invasione del Paese e quattordici divisioni ungheresi partirono verso est per cercare di contenere l'avanzata ostile. Un ulteriore attacco sovietico divise queste forze: mentre il grosso rimase sul lato ungherese del fronte, alcune unità nella parte settentrionale dello spiegamento passarono sotto il comando tedesco e si ritirarono con le loro forze verso Varsavia.
Conclusa l'Operazione Margarethe, iniziarono di pari passo le deportazioni di massa di ebrei nei campi di sterminio tedeschi situati nella Polonia occupata. Il colonnello delle SS Adolf Eichmann fu inviato in Ungheria per sovrintendere alle deportazioni su larga scala, sostenute con entusiasmo dalla gendarmeria magiara. Tra il 15 maggio e il 9 giugno le autorità ungheresi deportarono 437.402 ebrei, tutti (tranne 15.000) mandati nel Auschwitz-Birkenau; un terzo degli ebrei assassinati ad Auschwitz era cittadino ungherese. Sztójay, a differenza dei precedenti primi ministri, si sottomise senza opporre resistenza ai dettami di Berlino. Tuttavia, le notizie sulla sorte dei deportati e le proteste delle chiese e della Santa Sede indussero l'ammiraglio a intervenire nel giugno 1944, salvando il grosso degli ebrei di Budapest, ma non agendo in tempo per impedire la deportazione di quelli delle province. Il 26 luglio Himmler dovette porre fine alle deportazioni, ma non senza tentare di riprenderle in seguito. Il 25 agosto il reggente dovette porre il veto a un nuovo tentativo tedesco di deportare gli ebrei della capitale. Di fronte alla crisi rumena, considerato che Himmler aveva accettato di porre fine alle deportazioni, Eichmann lasciò l'Ungheria lo stesso giorno e il suo Sonderkommando fu sciolto il 28 settembre; ciò non mise fine ai piani di tedeschi e nazionalsocialisti ungheresi di continuare le deportazioni Eichmann. Il 30 agosto il generale ungherese Géza Lakatos e i tedeschi firmarono l'accordo che poneva formalmente fine alle deportazioni.
L'occupazione ebbe un'altra importante conseguenza, ovvero l'inizio del bombardamento angloamericano dell'Ungheria. Mentre gli unici due bombardamenti fino alla primavera del 1944 erano stati effettuati dai sovietici, dato che gli Alleati occidentali non risultavano in possesso di basi abbastanza vicine fino alla fine del 1943, l'invasione tedesca alla fine di marzo portò a delle incursioni diurne e notturne da parte di aerei britannici e americani a partire dal 2 aprile I bombardamenti continuarono per i mesi successivi, intensificandosi a luglio e proseguendo ininterrottamente fino a settembre. I danni causati furono significativi sia per l'industria ungherese, se si tiene presente la distruzione di cinque delle sette raffinerie principali della nazione, sia in termini di vittime civili.
Mentre i sovietici avanzavano verso ovest, il governo di Sztójay procedette ad allestire nuovi contingenti militari. Le truppe ungheresi affrontarono nuovamente terribili perdite, ma in quel momento vi era un'ulteriore motivazione per impugnare le armi, ovvero tentare di difendere la propria nazione dall'occupazione sovietica.

### Trattative con gli Alleati

#### Destituzione di Sztójay

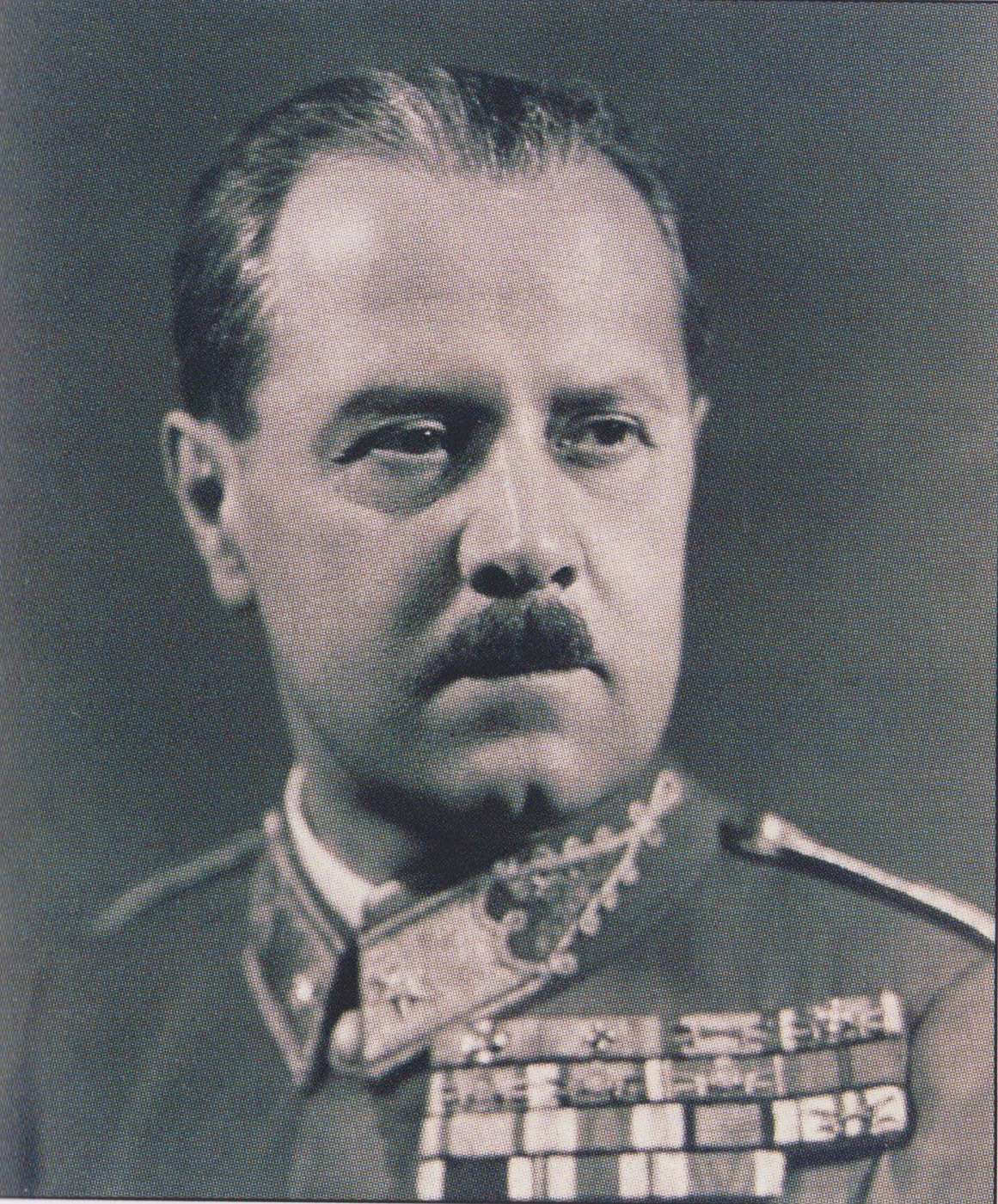
Il generale Géza Lakatos, subentrato a Döme Sztójay e primo ministro in carica in Ungheria dal 29 agosto al 16 ottobre 1944

In considerazione della sua costante suddistanza alle richieste tedesche, l'ipotesi di destituire Sztójay, necessaria per proseguire i negoziati con gli Alleati, fu presa in considerazione almeno all'inizio di luglio, nonostante il rischio di indispettire Hitler e di provocare rappresaglie. Come prevedibile, quando il cambiamento fu proposto a Hitler a metà luglio, la richiesta incontrò un secco rifiuto. Anche lo stato maggiore magiaro, favorevole al mantenimento di una stretta collaborazione con la Germania, appariva contrario alla prospettiva di cambiamento, con il risultato che Horthy dovette rinviare i piani. Nell'agosto del 1944, tuttavia, il reggente magiaro rimosse dal suo incarico Sztójay, ormai malato e costretto in ospedale, e cedette la presidenza del governo al generale Géza Lakatos il 24 agosto, posto a capo di un gabinetto parzialmente militare. Sebbene il nuovo gabinetto entrasse in carica il 24, giorno in cui Horthy riuscì a far dimettere il convalescente Sztójay e affidò la formazione di un nuovo gabinetto a Lakatos, la decisione fu comunicata a Veesenmayer solo il 28 e il passaggio di consegne ufficiale avvenne un giorno dopo, il 29. Nonostante il veto di Hitler al piano a luglio, Horthy non affrontò alcuna opposizione ad agosto; in linea di principio, Veesenmayer era soddisfatto del nuovo consiglio dei ministri, alla cui formazione aveva partecipato esercitando delle pressioni per mantenere al loro posto alcune figure filo-tedesche. Il colpo di Stato in Romania del 1944, avvenuto il 23 agosto, e le preoccupazioni per le possibili conseguenze di questo evento sul possesso della Transilvania spronarono definitivamente Horthy ad agire. Proprio a tal proposito, alla Seconda conferenza di Québec di settembre, i britannici e gli statunitensi accettarono la promessa sovietica di restituire al governo di Bucarest il controllo della Transilvania fino a quando la sua sorte definitiva non fosse stata decisa ai colloqui di pace. La previsione dell'annullamento del secondo arbitrato di Vienna si riflesse nell'armistizio firmato tra gli Alleati e Bucarest il 12 settembre. Il cambio di schieramento sconvolse anche i piani ungheresi di resistere ai sovietici sul fronte dei Carpazi fino all'arrivo delle forze anglo-americane impegnati in Italia e nei Balcani, dove si attendeva uno sbarco da un momento all'altro. Il cambio di casacca rumeno aveva a quel punto liberato i Carpazi meridionali per le armate sovietiche. Gli ungheresi disponevano di forze sufficienti solo a nord-est, dove si trovava la 1ª armata, ma non a sud, dove i sovietici avrebbero potuto accerchiare la catena montuosa con la cooperazione rumena.

#### Svolgimento dei negoziati
Il nuovo consiglio dei ministri, al cui interno vi erano due strenui sostenitori della Germania, mirava a riprendere il controllo del Paese nonostante l'occupazione, a fermare la persecuzione della popolazione ebraica e a preparare il Paese per la fine del conflitto. Horthy, tuttavia, ordinò il 28 agosto di riprendere i colloqui con gli alleati occidentali in Svizzera, contattando a tal proposito l'ex ambasciatore ungherese attivo a Berna. Per garantirsi una più ampia capacità di manovra, il 24 agosto si vietarono i partiti politici; si trattava di una misura adottata specificatamente contro l'estrema destra, dato che i socialisti e i liberali erano già stati sciolti dopo l'occupazione tedesca di marzo. Nonostante ciò, il gabinetto decise di mantenere l'alleanza con la Germania, di resistere sul fronte dei Carpazi e di invadere, come richiesto da Berlino nonostante le rimostranze iniziali, la Transilvania meridionale il 5 settembre. Il 7 settembre il nuovo governo presentò un ultimatum al Reich, chiedendo l'invio immediato di cinque divisioni, quattro delle quali corazzate, per difendere il fronte e respingere i sovietici. Nel caso ciò non fosse accaduto, il gabinetto avrebbe preso in considerazione l'ipotesi di firmare l'armistizio con il nemico. Berlino, tuttavia, rispose inviando unità diverse da quelle auspicate per numero e tipo, ovvero quattro divisioni, di cui una sola corazzata. Queste forze, inoltre, non marciarono al fronte, ma furono inizialmente acquartierate nei dintorni della capitale. Giorni dopo, alcuni soldati marciarono al fronte, mentre l'unico gruppo corazzato e gli altri nuovi arrivati in Ungheria si stanziarono nelle retrovie. Dopo i colloqui del 12 tra Hitler e il Capo di Stato Maggiore magiaro e Veesenmayer e Lakatos, il giorno successivo gli ungheresi lanciarono un'offensiva nel sud-est: la 3ª armata avanzò verso Arad e Lippa, assicurandosi la prima il 14; anche la 2ª armata partecipò e raggiunse il fiume Maros da Kolozsvár, così come le unità della Wehrmacht, le quali si spinsero fino a Temesvár.
Nonostante il desiderio di Horthy e dei suoi consiglieri di richiedere un armistizio agli Alleati indipendentemente dalla reazione tedesca all'ultimatum ungherese, il governo rigettò questa richiesta e minacciò le dimissioni. Horthy coltivò comunque i contatti con gli Alleati, principalmente con Londra e Washington, anche se alla fine di settembre si decise finalmente a inviare una delegazione dai sovietici passando per il territorio controllato dai ribelli slovacchi. A quel punto i sovietici avevano respinto i contrattacchi magiari in Transilvania condotti dalla debole e appena riorganizzata 2ª armata, avendo espugnato Timişoara e Arad rispettivamente il 16 e il 19 settembre. Con la 3ª armata concentrata nella Bacska e nel Banato, i sovietici continuarono ad avanzare senza asperità in Transilvania.
Dopo la sconfitta della controffensiva magiaro-tedesca a metà del mese, Horthy si convinse definitivamente a considerare la possibilità di trattare con i sovietici. I colloqui tra sovietici e ungheresi tenuti a Mosca per la firma di un armistizio ricevettero l'approvazione di Washington e Londra e si conclusero l'11 ottobre. Secondo i termini accettati dalla delegazione magiara, le forze ungheresi avrebbero dovuto abbandonare i combattimenti con l'URSS, acquartierarsi dai territori acquisiti a partire dal 1937 e ingaggiare le unità tedesche con l'assistenza sovietica. Questo accordo fu il preludio al tentativo di cambio di schieramento annunciato da Horthy il 15 ottobre, che tuttavia non menzionava la necessità di ponderare le volontà dei tedeschi. Lo stesso giorno in cui la delegazione magiara firmò l'armistizio a Mosca, le unità del maresciallo Rodión Malinovskij raggiunsero Seghedino. Altre unità riuscirono a liberare anche Cluj, un importante centro di trasporto che oppose una forte resistenza. In accordo con la richiesta della delegazione magiara, i sovietici fermarono l'offensiva alla mezzanotte dell'11 per facilitare i movimenti delle unità magiare contro l'Asse. Allo stesso tempo cessarono anche i bombardamenti di Budapest.
Durante il governo Lakatos, il ministro dell'Interno, Béla Horváth, ordinò ai gendarmi ungheresi di impedire la deportazione dei cittadini magiari, anche con la forza. Il piano del governo precedente di espellere gli ebrei dalla capitale e di concentrarli in alcuni campi di concentramento nelle campagne fu abbandonato. I nazisti, insoddisfatti della nuova situazione, non potevano fare molto al riguardo. La reazione tardiva di Horthy protesse per alcuni mesi gli ebrei di Budapest.
Tra luglio e ottobre il reggente e i suoi collaboratori continuarono a cercare di porre fine al coinvolgimento ungherese nella guerra, ma senza avviare i colloqui con i sovietici che sia la situazione militare sia i consigli delle potenze occidentali avevano reso consigliabili. Fino a settembre, nonostante l'irrealistica possibilità, Horthy rimase fiducioso in un'occupazione anglo-americana o almeno congiunta del Paese piuttosto che in una esclusivamente sovietica. Il ritardo nell'accettare di negoziare con i sovietici, inoltre, fornì a Veensenmayer, consapevole dei piani di Horthy di abbandonare l'alleanza con la Germania almeno dalla fine di agosto, il tempo necessario per neutralizzare qualsiasi tentativo di abbandonare la contesa o di cambiare schieramento, come aveva fatto la Romania. Le misure del rappresentante tedesco includevano la presa del potere da parte del partito di estrema destra delle Croci Frecciate.

### Guerra in Ungheria
Il 22 settembre le forze sovietiche attraversarono il confine ungherese, raggiungendo la grande pianura. Gli ungheresi lanciarono un breve attacco nella Transilvania meridionale il 5 settembre, che si trasformò in un'offensiva infruttuosa contro Arad e Timişoara il 13. La ricostituita 2ª armata fu frettolosamente assemblata con due divisioni e una brigata dalla riserva e tre divisioni dalla Bucovina e dalla Moldavia. Venne formata anche la 3ª armata, un gruppo debole composto da una divisione regolare, la 20ª, tre divisioni di riserva, la 23ª, la 5ª e l'8ª, e alcune unità minori. Questo nuovo esercito riuscì a riconquistare Arad, sia pur per un breve frangente. Una volta respinto questo assalto, i sovietici dovettero fermare la loro avanzata perché le loro unità principali erano ancora in Bulgaria. Durante la seconda metà del mese, tuttavia, si intensificarono i bombardamenti del Paese da parte delle forze aeree delle tre potenze alleate, provocando grande disorganizzazione nell'economia per i danni inflitti ai trasporti. I combattimenti causarono l'emigrazione di 300.000-400.000 profughi dalla Transilvania, che si stabilirono temporaneamente a Budapest, mentre un numero simile dal Bacska giunse in Transdanubio insieme ai residenti della capitale che erano fuggiti in questa parte del paese in fuga dai bombardamenti. L'8 ottobre, prima di fermare l'avanzata durante i colloqui di armistizio a Mosca, i sovietici raggiunsero il Tibisco.
Il 15 ottobre Horthy annunciò che l'Ungheria aveva firmato un armistizio con l'Unione Sovietica, nel tentativo di divincolarsi definitivamente dall'alleanza con la Germania. In quel momento, le forze sovietiche erano ancora troppo lontane dalla capitale magiara per giungere in soccorso del reggente. L'esercito ungherese ignorò l'armistizio e continuò a combattere disperatamente per impedire l'avanzata sovietica. I tedeschi lanciarono l'Operazione Panzerfaust e, rapendo il figlio del reggente, Miklós Horthy Jr., costrinsero il padre ad accettare le richieste di Berlino, ovvero la fine del governo di Lakatos e la nomina del capo del partito delle Croci Frecciate, Ferenc Szálasi, quale primo ministro. Horthy si dimise e Szálasi divenne la guida di un nuovo «Stato ungherese» (Magyar Állam), il cosiddetto governo di unità nazionale, controllato dai tedeschi. Horthy fu internato in Germania come prigioniero, ma sopravvisse alla guerra, trascorrendo i suoi ultimi anni in esilio in Portogallo e morendo nel 1957. Il nuovo esecutivo di Szálasi mantenne la stretta collaborazione economica e politica antisemita avviata da Sztójay, sebbene non controllasse più l'intero territorio statale.
In collaborazione con i nazisti, Szálasi tentò di riprendere le deportazioni degli ebrei, ma la rapida disintegrazione delle comunicazioni tedesche e la situazione al fronte lo impedì quasi del tutto. Ciononostante, le Croci Frecciate riuscirono a stabilire un regime di terrore sugli ebrei di Budapest, torturando, violentando e uccidendo migliaia di persone negli ultimi mesi di guerra, mentre le loro proprietà vennero saccheggiate o distrutte. Un eroico diplomatico svedese, Raoul Wallenberg, riuscì a salvare alcuni ebrei ungheresi fornendo loro passaporti falsi. Catturato dai sovietici, morì poco dopo in un campo di lavoro. Altri diplomatici, come il nunzio apostolico Angelo Rotta, Giorgio Perlasca, Carl Lutz, Friedrich Born, Harald Feller, Ángel Sanz Briz e George Mandel-Mantello, fornirono documenti falsi e organizzarono dei rifugi per proteggere gli ebrei della capitale. Dei circa 800.000 ebrei residenti all'interno dei confini allargati dell'Ungheria nel 1941, solo in 200.000 (circa il 25%) sopravvissero all'Olocausto. Diverse migliaia di cittadini rom morirono invece nell'ambito del porrajmos. Anne McCormick, corrispondente estera per conto del New York Times, scrisse un pezzo in difesa dell'Ungheria, ritenendolo l'ultimo rifugio degli ebrei in Europa, affermando che «finché hanno esercitato autorità nella propria casa, gli ungheresi hanno cercato di proteggere gli ebrei».

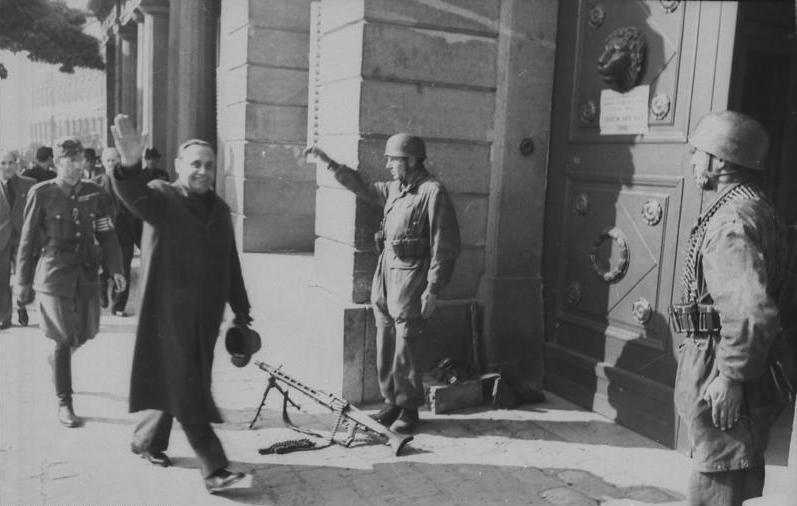
Ferenc Szálasi, capo del partito delle Croci Frecciate, una formazione politica di ispirazione fascista, raggiunge il ministero della Difesa dopo l'insediamento avvenuto grazie all'intervento tedesco, 15 ottobre 1944

L'avanzata sovietica lasciava presagire che l'Ungheria sarebbe divenuta presto un vasto campo di battaglia. Szálasi promise il ritorno a una Grande Ungheria e prosperità per i contadini, mentre in realtà la nazione magiara stava crollando a pezzi e le sue forze armate stavano affrontando gravi perdite. Dato il fallimento dell'armistizio, i sovietici ordinarono il 24 ottobre di continuare le operazioni contro tedeschi e ungheresi, interrotte su richiesta di Horthy durante il fallito cambio di schieramento il 15 ottobre. Nella seconda metà del mese si svolse la battaglia di Debrecen, in cui i sovietici cercarono di accerchiare l'8ª armata tedesca e la 1ª e 2ª armata ungherese, mentre le loro forze cercavano di mantenere aperte le vie di fuga verso ovest. L'Armata Rossa e le truppe tedesche si contesero il controllo della città di Nyíregyháza alla fine del mese, poiché rappresentava una via di fuga per le unità tedesche e ungheresi a est del Tibisco. I sovietici riuscirono infine a espugnarla in maniera stabile il 30 ottobre. La battaglia si concluse con il raggiungimento ad opera delle forze sovietiche del Tibisco e con la conquista del nord della Transilvania.
A ottobre, quasi contemporaneamente all'offensiva su Belgrado, i sovietici spinsero il 1º Fronte Ucraino e il 4° verso Užhorod, con l'obiettivo di assicurarsi la Rutenia e la Slovacchia. Il 26 le prime unità dell'Armata Rossa raggiunsero Mukachevo, mentre Užhorod cadde il giorno successivo. Questi progressi avvennero al costo di un grande sforzo, a causa del terreno accidentato e della determinata resistenza magiaro-tedesca. L'operazione per la cattura della Rutenia si concluse praticamente in contemporanea con la campagna per il controllo della Transilvania e dell'Ungheria orientale e permise ai sovietici di fissare il fronte lungo il Tibisco.
Nell'ottobre 1944 la 1ª armata ungherese fu assegnata alla 1ª armata Panzer, partecipando attivamente al tentativo di arrestare l'offensiva Leopoli-Sandomierz. A novembre le forze sovietiche raggiunsero la periferia della capitale magiara. Il 28 dicembre vide la luce un governo provvisorio ungherese, guidato da Béla Miklós, nel territorio occupato dai sovietici, spingendo sia Miklós sia Szálasi a rivendicare la legittimità delle loro posizioni. La proclamazione dell'esecutivo appoggiato dai sovietici non comportò un cambiamento evidente nella situazione militare; sia i nazisti che i loro sostenitori magiari, capeggiati da Szálasi, proseguirono la lotta.
I sovietici e i rumeni completarono l'accerchiamento di Budapest il 29 novembre 1944 e la battaglia per la città divenne nota come assedio di Budapest. Durante i combattimenti, la maggior parte di ciò che restava della 1ª armata ungherese fu sbaragliata circa 200 km a nord di Budapest, nel corso di una lotta durata dall'11 gennaio al 16 febbraio 1945. Il 20 gennaio i rappresentanti del governo provvisorio di Miklós siglarono un armistizio a Mosca. Nel gennaio 1945, 32.000 cittadini delle minoranze ungheresi furono arrestati e trasportati in Unione Sovietica come lavoratori forzati. In alcuni villaggi l'intera popolazione in età adulta dovette sopportare il trasferimento coattivo nei campi di lavoro nel bacino del Donec. Molti morirono lì a causa di stenti e maltrattamenti, mentre si stima un non ben definito totale compreso tra 100.000 e 170.000 ungheresi filo-tedeschi inviati in Unione Sovietica.
I resti delle unità tedesche e ungheresi a Budapest si arresero il 13 febbraio 1945. Sebbene le forze tedesche in Ungheria stessero subendo una sconfitta dopo l'altra, i nazisti contrattaccarono il 6 marzo, lanciando l'offensiva del lago Balaton, nel tentativo di mantenere l'ultima fonte di petrolio dell'Asse. Si trattò dell'ultima offensiva della guerra, ma questa fallì rapidamente. Entro il 19 marzo le truppe sovietiche avevano riconquistato tutto il territorio perduto durante i 13 giorni dell'offensiva tedesca.
Dopo il fallimento dell'offensiva, i tedeschi rimasti in Ungheria furono eliminati e il grosso di ciò che restava dell'esercito ungherese della 3ª armata magiara fu annientato 50 km a ovest di Budapest tra il 16 e il 25 marzo 1945. Tra il 26 marzo e il 15 aprile, sovietici e bulgari lanciarono l'offensiva Nagykanizsa-Kermend, distruggendo altri resti delle forze armate ungheresi, come parte del gruppo delle armate sud che combatteva a fianco della 2ª armata Panzer. All'inizio di aprile i tedeschi, accompagnati dai superstiti dei loro più strenui sostenitori affiliati alle Croci Frecciate, erano stati completamente scacciati dall'Ungheria.

### Immediato dopoguerra

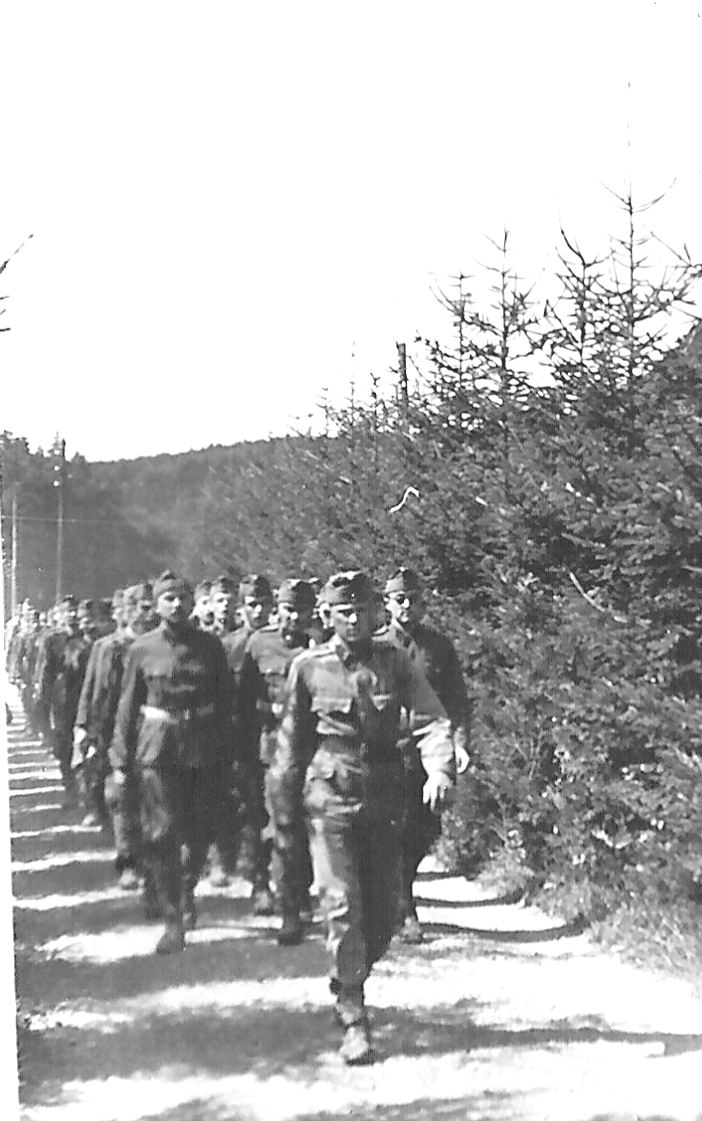
Soldati ungheresi in Danimarca, aprile 1945

Ufficialmente, le operazioni sovietiche in Ungheria terminarono il 4 aprile 1945, quando le ultime truppe tedesche furono cacciate. Alcuni fascisti ungheresi, come Szálasi, fuggirono con i nazisti e alcune unità li affiancarono fino alla fine della guerra. Unità come la divisione di fanteria Szent László conclusero la guerra nell'Austria meridionale.
Nella città di Landsberg, in Baviera, dove Hitler aveva scritto il Mein Kampf) durante la sua breve prigionia, una guarnigione ungherese si consegnò agli americani, sfilando in parata, negli ultimi giorni di guerra. Alcuni soldati magiari eseguirono ulteriori operazioni militari in Danimarca, ultima regione non ancora occupata dagli Alleati.

## Conseguenze
Il 2 maggio 1945, quando Adolf Hitler si era già suicidato, Berlino si arrese. Il 7 maggio, il generale Alfred Jodl, capo dello stato maggiore tedesco, firmò la resa incondizionata della Germania. Il 23 maggio il governo dell'ammiraglio Karl Dönitz venne sciolto, mentre l'11 giugno si scelse di proclamare l'8 maggio come giornata della vittoria alleata in Europa.

Bandiera dell'Ungheria dal 1946 al 1949

Firmando il trattato di pace di Parigi del 1947, l'Ungheria perse nuovamente tutti i territori che aveva conquistato tra il 1938 e il 1941, riducendosi della metà. Né gli Alleati occidentali né l'Unione Sovietica appoggiarono alcuna modifica dei confini ungheresi avvenuta dopo il primo arbitrato di Vienna dell'autunno del 1938. L'Unione Sovietica annesse la Rutenia, che divenne parte dell'Ucraina.
Nel trattato di pace con l'Ungheria firmato il 10 febbraio 1947 si affermava che «le decisioni dell'arbitrato di Vienna del 2 novembre 1938 sono dichiarate nulle» e i confini ungheresi furono fissati lungo quelli risalenti al 1º gennaio 1938, fatta eccezione per una minima perdita di territorio alla frontiera con la Cecoslovacchia. Due terzi della minoranza etnica tedesca (202.000 persone) furono deportati in Germania nel 1946-1948 e ci fu uno scambio forzato di popolazione tra l'Ungheria e la Cecoslovacchia.
Il 1º febbraio 1946 la monarchia fu abolita e fu proclamata la nascita della Seconda Repubblica Ungherese. Tuttavia, presto a Budapest si insediò un governo alleato dei sovietici e il Paese confluì nel blocco orientale durante la guerra fredda. La Repubblica Popolare Ungherese, nata ufficialmente nel 1949, rimase in essere fino alle rivoluzioni del 1989 e alla dissoluzione dell'Unione Sovietica.

### Esplicative
1. ↑  I ministeri dell'economia erano stati affidati ai filotedeschi su insistenza di Veesenmayer, al quale era stata presentata e approvata la lista dei membri del gabinetto prima del suo insediamento formale. Questi ministri rimasero in costante contatto con il rappresentante tedesco, il che impedì la discussione di qualsiasi progetto di cambiamento di schieramento nei consigli di gabinetto; Ránki (1966), p. 50; Macartney (1957), p. 324.
2. ↑  La misura si rivelò un fallimento: l'attività di queste formazioni continuò in maniera praticamente immutata: i loro giornali continuarono a essere pubblicati e la polizia non sciolse le organizzazioni sociali: Rozsnyói (1961), p. 60.
3. ↑  Dopo le successive estensioni del territorio dichiarato zona di combattimento dall'8 settembre, l'11 i tedeschi dichiararono l'intero Paese zona di operazioni militari, assoggettando di fatto l'amministrazione magiara al loro alto comando: Macartney (1957), p. 328.
4. ↑  Nonostante l'insistenza anglo-americana sulla necessità di includere i sovietici nei negoziati, Horthy resistette fino a settembre: Juhász (1979), p. 303; Macartney (1957), p. 335; Ránki (1966), p. 50. Mentre negoziava in Svizzera, preservò l'integrità del fronte orientale con l'aiuto tedesco: Macartney (1957), p. 336. Il 20 settembre Horthy insisteva ancora sulla necessità di non ammettere truppe sovietiche in Ungheria e sulla richiesta che le divisioni per l'occupazione avvenissero ad opera degli anglo-americani: Juhász (1979), p. 311. Sebbene Horthy avesse insistito sull'ipotesi di inviare una missione per negoziare con i britannici e gli americani in Italia, il suo rappresentante in Svizzera aveva chiarito in maniera completa le condizioni il 21:

«Qualsiasi scenario al di fuori della resa incondizionata rimane fuori discussione. Non ha senso immaginare che gli anglosassoni sacrifichino le loro forze affinché noi, che li abbiamo combattuti fino all'ultimo, possiamo salvarci dai russi e dai loro alleati. L'unica cosa da fare è offrirsi di accettare l'armistizio incondizionato e porre così fine allo spargimento di sangue ungherese. [Juhász (1979), p. 311; Macartney (1957), pp. 351-352]»
5. ↑  La 2ª armata riunì truppe del IX corpo, della 24ª divisione, della 2ª divisione corazzata e della 2ª divisione di riserva: Rozsnyói (1961), p. 65.
6. ↑  Durante i contatti precedenti all'arrivo della delegazione, i sovietici avevano offerto condizioni favorevoli agli ungheresi: il mantenimento delle forze armate e della polizia, il rispetto della politica interna ungherese, il mantenimento dell'amministrazione ovunque non fossero presenti i tedeschi e trattative sul possesso della Transilvania alla conferenza di pace: Macartney (1957), p. 350. Queste, tuttavia, dipendevano dal comportamento dell'Ungheria e non implicavano condizioni all'armistizio, che doveva essere incondizionato: Juhász (1979), pp. 307-308.
7. ↑  I negoziati si trascinarono perché, mentre i sovietici accettavano solo la resa incondizionata ed erano interessati esclusivamente ai dettagli del cambio di schieramento magiaro, la delegazione ungherese voleva ancora negoziare i termini dell'armistizio. La delegazione non aveva inoltre il potere di firmare alcun accordo senza l'autorizzazione di Horthy, che doveva venire richiesta a Budapest: Juhász (1979), pp. 315-316.
8. ↑  I tedeschi avevano effettivamente allestito dei campi di internamento nelle province e il governo emanò gli ordini necessari per il loro trasferimento dalla capitale il 7 settembre, come concordato il 30 agosto, ma in pratica la loro attuazione fu sabotata: Macartney (1957), pp. 327-328.
9. ↑  L'8 settembre la Romania aveva dichiarato guerra all'Ungheria, circostanza che rese più facile giustificare l'attacco magiaro in Transilvania: Macartney (1957), p. 340.
10. ↑  La delegazione ungherese arrivò a Mosca per trattare con i sovietici il 1º ottobre e sottoscrisse l'armistizio provvisorio l'11 ottobre: Ránki (1966), p. 51.

### Bibliografiche
1. 1 2  Rothschild (1990), p. 193.
2. ↑  Kaiser (1980), p. 325.
3. ↑  Janos (1981), p. 289; Rothschild (1990), p. 174; Juhász (1979), p. 126.
4. ↑  Janos (1981), p. 289.
5. ↑  Juhász (1979), p. 122.
6. ↑  Juhász (1979), p. 135; Janos (1981), p. 291; Rothschild (1990), p. 178.
7. ↑  Juhász (1979), p. 132; Janos (1981), p. 290; Rothschild (1990), p. 177.
8. 1 2  Pritz (2001), p. 67.
9. 1 2  Pritz (2001), p. 68.
10. ↑  Janos (1981), pp. 291-292.
11. ↑  Juhász (1979), p. 152; Janos (1981), p. 293.
12. ↑  Janos (1981), p. 300; Rothschild (1990), p. 180.
13. ↑  Janos (1981), p. 270.
14. ↑  Fenyö (1969), p. 222.
15. ↑  Thomas e Szabo (2012), p. 11.
16. ↑  Pritz (2001), p. 69.
17. ↑  Pritz (2001), p. 69; Rothschild (1990), p. 179.
18. ↑  Pritz (2001), p. 70; Juhász (1979), pp. 146-147.
19. 1 2 3  Juhász (1979), p. 154.
20. 1 2  Pritz (2001), p. 71.
21. ↑  Vagnini (2008), p. 45.
22. ↑  Papo e Papo (2000), p. 425.
23. 1 2  Pritz (2001), p. 75.
24. ↑  Pritz (2001), p. 75; Fenyö (1972), p. 11.
25. 1 2 3  Fenyö (1969), p. 223.
26. 1 2  Fenyö (1972), p. 10.
27. 1 2  Rothschild (1990), p. 185.
28. ↑  Fenyö (1972), p. 8.
29. 1 2  Fenyö (1972), p. 9.
30. 1 2  Sakmyster (1975), p. 33; Pritz (2004), p. 15.
31. ↑  Pritz (2004), pp. 15-16.
32. 1 2  Pritz (2004), p. 19.
33. ↑  Fenyö (1972), p. 9; Pritz (2001), p. 77; Sakmyster (1975), p. 34.
34. ↑  Dreisziger (1968), p. 161; Fenyö (1972), p. 9; Sakmyster (1975), p. 34.
35. ↑  Fenyö (1972), p. 44; Pritz (2001), p. 77.
36. ↑  Dreisziger (1968), p. 155.
37. ↑  Pritz (2004), pp. 22-23.
38. ↑  Fenyö (1972), p. 45; Pritz (2004), pp. 22-23.
39. 1 2  Pritz (2004), p. 23.
40. ↑  Dreisziger (1968), p. 156; Sakmyster (1975), p. 34.
41. 1 2  Braham (1973), p. 133.
42. ↑  Braham (1973), p. 133; Fenyö (1972), p. 10.
43. ↑  Dreisziger (1968), p. 156; Fenyö (1969), p. 220.
44. 1 2 3 4 5  Fenyö (1969), p. 220.
45. 1 2 3 4  Janos (1981), p. 303.
46. ↑  (HU) Tamás Csapody, A cservenkai túlélő. A bori munkaszolgálat [I sopravvissuti di Cservenka e i lavori forzati a Bor], in Történelmi Szemle, n. 3, MTABKTI, 2019,  pp. 499-507.
47. ↑  Fenyö (1969), p. 224; Sakmyster (1975), p. 35.
48. ↑  Dreisziger (1968), p. 156; Fenyö (1969), p. 224; Pritz (2001), p. 79; Sakmyster (1975), p. 35.
49. ↑  Fenyö (1965), p. 58; Fenyö (1969), p. 224; Sakmyster (1975), pp. 19, 35.
50. ↑  Fenyö (1969), p. 224; Sakmyster (1975), p. 19.
51. ↑  Fenyö (1965), p. 58; Pritz (2001), p. 80.
52. 1 2 3 4  Fenyö (1965), p. 59.
53. 1 2  (EN) The Holocaust in Hungary, su ushmm.org. URL consultato il 19 agosto 2022.
54. 1 2 3 4 5 6  Fenyö (1969), p. 226.
55. ↑  Fenyö (1969), pp. 224-225.
56. ↑  Fenyö (1969), pp. 220, 225.
57. 1 2  Fenyö (1969), p. 225.
58. ↑  Dreisziger (1998), p. 67.
59. ↑  Fenyö (1965), p. 60.
60. 1 2  Fenyö (1965), p. 69.
61. ↑  Fenyö (1965), p. 63.
62. ↑  Fenyö (1965), pp. 63, 69.
63. ↑  Fenyö (1965), pp. 70-71.
64. ↑  Fenyö (1965), p. 70.
65. ↑  Fenyö (1965), p. 72.
66. ↑  Cohen (1996), p. 367; Fenyö (1969), p. 226.
67. ↑  Cohen (1996), p. 368; Fenyö (1969), p. 226.
68. ↑  Cohen (1996), p. 369; Fenyö (1969), pp. 221, 226.
69. ↑  Fenyö (1969), pp. 226-227.
70. 1 2 3  Fenyö (1969), p. 227.
71. ↑  Fenyö (1969), p. 221.
72. 1 2 3 4  Erickson (2004), p. 390.
73. 1 2 3 4  Fenyö (1969), p. 224.
74. ↑  Cohen (1996), p. 369.
75. 1 2 3  Fenyö (1972), p. 215.
76. ↑  Fenyö (1972), p. 216; Macartney (1957), p. 321.
77. ↑  Macartney (1957), p. 327.
78. 1 2  Fenyö (1972), p. 212.
79. ↑  Fenyö (1972), pp. 212-214.
80. ↑  Fenyö (1972), p. 214.
81. ↑  Fenyö (1972), p. 207.
82. ↑  Fenyö (1972), p. 207; Ránki (1966), p. 49.
83. ↑  Fenyö (1972), p. 210; Ránki (1966), p. 49.
84. ↑  Erickson (2004), p. 391; Fenyö (1972), p. 216; Macartney (1957), p. 320; Rozsnyói (1961), p. 59.
85. ↑  Fenyö (1972), p. 216; Juhász (1979), pp. 299-300; Macartney (1957), p. 326; Ránki (1966), p. 49; Rozsnyói (1961), pp. 59, 61.
86. ↑  Fenyö (1972), p. 216; Ránki (1966), p. 49; Rozsnyói (1961), p. 61.
87. ↑  Fenyö (1972), p. 214;Juhász (1979), p. 299; Macartney (1957), p. 319;  Ránki (1966), p. 49; Rozsnyói (1961), p. 58.
88. ↑  Juhász (1979), p. 299; Macartney (1957), p. 319.
89. ↑  Erickson (2004), p. 391; Juhász (1979), p. 299; Ránki (1966), p. 49;Rozsnyói (1961), pp. 57-58.
90. ↑  Macartney (1957), p. 319; Rozsnyói (1961), p. 58.
91. ↑  Rozsnyói (1961), p. 58.
92. ↑  Fenyö (1972), p. 216; Juhász (1979), p. 300; Macartney (1957), p. 320; Ránki (1966), p. 50; Rozsnyói (1961), pp. 59, 61.
93. ↑  Juhász (1979), p. 302; Macartney (1957), p. 335; Ránki (1966), p. 50; Rozsnyói (1961), p. 62.
94. ↑  Rozsnyói (1961), pp. 59-60.
95. ↑  Fenyö (1972), p. 217; Juhász (1979), pp. 300, 303-304; Macartney (1957), p. 322; Ránki (1966), p. 50; Rozsnyói (1961), pp. 60, 63, 67.
96. ↑  Erickson (2004), p. 391; Fenyö (1972), p. 218; Juhász (1979), p. 305; Macartney (1957), p. 338; Rozsnyói (1961), p. 66.
97. ↑  Fenyö (1972), p. 218; Juhász (1979), p. 305; Macartney (1957), p. 338; Rozsnyói (1961), p. 66.
98. ↑  Fenyö (1972), p. 218; Juhász (1979), p. 306; Macartney (1957), p. 339; Rozsnyói (1961), pp. 67-68.
99. ↑  Juhász (1979), p. 306; Macartney (1957), p. 339.
100. 1 2 3  Macartney (1957), p. 345.
101. 1 2  Rozsnyói (1961), p. 73.
102. ↑  Fenyö (1972), pp. 218-219; Juhász (1979), pp. 306-307; Macartney (1957), p. 343; Rozsnyói (1961), p. 68.
103. ↑  Erickson (2004), p. 391; Fenyö (1972), pp. 219-221; Juhász (1979), pp. 300, 308; Macartney (1957), p. 350; Ránki (1966), p. 50; Rozsnyói (1961), p. 62.
104. ↑  Fenyö (1972), p. 221; Juhász (1979), pp. 304, 307; Macartney (1957), p. 345; Ránki (1966), p. 50; Rozsnyói (1961), pp. 65, 73.
105. ↑  Rozsnyói (1961), p. 68.
106. ↑  Fenyö  (1972), p. 222; Juhász (1979), pp. 316, 319.
107. ↑  Erickson (2004), p. 391; Fenyö (1972), p. 223; Juhász (1979), p. 317.
108. 1 2  Fenyö (1972), p. 223.
109. ↑  Erickson (2004), p. 391.
110. 1 2  Erickson (2004), p. 392.
111. 1 2  Juhász (1979), p. 319.
112. 1 2  Fenyö (1972), p. 206.
113. 1 2  Ránki (1966), p. 50.
114. 1 2  Fenyö (1972), p. 226.
115. ↑  Fenyö (1972), p. 226; Juhász (1979), p. 307; Macartney (1957), p. 345; Ránki (1966), p. 50.
116. ↑  Macartney (1957), p. 336.
117. ↑  Macartney (1957), p. 340.
118. ↑  Macartney (1957), p. 346.
119. ↑  Macartney (1957), p. 347.
120. 1 2  Ránki (1966), p. 51.
121. ↑  Ránki (1966), p. 52.
122. ↑  Fenyö (1969), p. 228; Ránki (1966), p. 52.
123. ↑   1944: le date più importanti, su encyclopedia.ushmm.org. URL consultato il 19 agosto 2022.
124. ↑  (EN) Anne O'Hare McCormick, Hungary: The Unwilling Satellite, su New York Times, 15 luglio 1944. URL consultato il 19 agosto 2022 (archiviato dall'url originale il 26 settembre 2007).
«L'Ungheria ha il merito di essere stata, fino alla presa di controllo da parte dei tedeschi, l'ultimo rifugio in Europa centrale per gli ebrei che erano riusciti a fuggire da Germania, Austria, Polonia e Romania. Ora queste persone senza speranza sono esposte alla stessa spietata politica di deportazione e sterminio attuata in Polonia. Ma finché hanno esercitato una qualche autorità in casa propria, gli ungheresi hanno cercato di proteggere gli ebrei.»
125. ↑  Erickson (2004), pp. 392, 394.
126. 1 2 3 4 5  Erickson (2004), p. 394.
127. 1 2  Fenyö (1969), p. 228.
128. ↑  (EN) Bernard Wasserstein, European Refugee Movements After World War Two, su BBC. URL consultato il 19 agosto 2022.
129. ↑  (DE) Philipp Ther, Deutsche Und Polnische Vertriebene: Gesellschaft und Vertriebenenpolitik in SBZ/ddr und in Polen 1945-1956, 1998, ISBN 978-35-25-35790-3.
130. ↑  (EN) Steffen Prauser e Arfon Rees, The Expulsion of 'German' Communities from Eastern Europe at the end of the Second World War (PDF), su cadmus.iue.it, Firenze, Istituto universitario europeo. URL consultato il 19 agosto 2022 (archiviato dall'url originale il 1º ottobre 2009).
131. 1 2 3  Papo e Papo (2000), p. 429.
132. ↑  Papo e Papo (2000), pp. 429-430.
133. ↑  Papo e Papo (2000), p. 478.